# Sarni Dół
Sarni Dół (pronunciación en polaco: /ˈsarɲi ˈduw/) es un asentamiento ubicado en el distrito administrativo de Gmina Łukta, dentro del condado de Ostróda, Voivodato de Varmia y Masuria, en el norte de Polonia. Se encuentra a unos 6 kilómetros al oeste de Łukta, a 11 kilómetros al norte de Ostróda, y a 33 kilómetros al oeste de la capital regional Olsztyn.
El asentamiento tiene una población de 30 habitantes.